# Isaac Hayes
Isaac Lee Hayes Jr. (ur. 20 sierpnia 1942 w Covington, zm. 10 sierpnia 2008 w Memphis) – amerykański kompozytor, aktor, producent, wokalista i muzyk rockowy, związany z takimi gatunkami i stylami jak soul, rhythm and blues, urban. Podkładał głos do postaci Szefa w serialu animowanym Miasteczko South Park. W 2002 został wprowadzony do Rock and Roll Hall of Fame.

## Życiorys

### Wczesne lata
Urodził się w Covington w stanie Tennessee jako drugie dziecko Euli (z domu Wade) i Isaaca Hayesa, Sr. Po tym, jak jego matka zmarła młodo, a jego ojciec porzucił rodzinę, został wychowany przez swoich dziadków ze strony matki. Dorastał pracując w gospodarstwach rolnych w hrabstwie Shelby w stanie Tennessee oraz w hrabstwie Tipton. W wieku pięciu lat Hayes zaczął śpiewać w swoim lokalnym kościele; nauczył się gry na fortepianie, organach Hammonda, flecie i saksofonie.
Hayes porzucił liceum w Memphis, ale jego byli nauczyciele zachęcili go do powrotu do Manassas High School, którą ukończył w wieku 21 lat. Po ukończeniu szkoły średniej, otrzymał kilka stypendiów muzycznych z uczelni wyższych. Odrzucił wszystkie, aby zapewnić swojej najbliższej rodzinie, pracując w Memphis w zakładzie mięsnym w ciągu dnia i grając w pobliskim północnym Missisipi co wieczór w klubach nocnych. Jego pierwsze zawodowe występy miały miejsce pod koniec lat 50. w Curry’s Club w południowej części Memphis.

### Kariera
Uważany jest za jednego z prekursorów rapu. Hayes w czasie swej długoletniej kariery wywarł olbrzymi wpływ na pokolenia afroamerykańskich muzyków. Stał się zarówno symbolem ekspresji seksualnej, jak i wyrazem dumy z tożsamości afroamerykańskiej w społeczeństwie Ameryki Północnej. Hayes nagrywał popularne piosenki, muzykę filmową oraz bardziej znaczące dzieła, których przykładem jest monumentalna 15-minutowa pieśń „Joy”.
Największym przebojem Hayesa jest temat muzyczny do filmu Shaft (1971). Za ten utwór otrzymał on w 1972 roku Oscara w kategorii najlepsza piosenka oryginalna do filmu.

### Miasteczko South Park
Od pierwszego odcinka Hayes podkładał głos postaci Szefa w serialu Miasteczko South Park, jednak zrezygnował w 2006. Powodem podanym w oficjalnym oświadczeniu było wyśmiewanie przez twórców przekonań religijnych innych osób, z kolei według autorów serialu chodziło o odcinek naśmiewający się ze scjentologów, do których należał Hayes, a który wcześniej nie miał problemów z odcinkami wyśmiewającymi chrześcijan, muzułmanów, żydów czy mormonów. W 2007 Hayes stwierdził w wywiadzie, że odszedł z serialu, ponieważ nie otrzymywał satysfakcjonującej gaży. W ramach zemsty twórcy w otwierającym dziesiątą serię odcinku Powrót Szefa wykorzystali fragmenty starych nagrań Hayesa, przedstawili jego postać jako pedofila i uśmiercili ją.

## Dyskografia
- 1967: Presenting Isaac Hayes (wyd. Enterprise)
- 1968: In the Beginning (wyd. Enterprise Records)
- 1969: Hot Buttered Soul (wyd. Enterprise)
- 1970: ...To Be Continued (wyd. Enterprise)
- 1970: The Isaac Hayes Movement (wyd. Enterprise)
- 1971: Black Moses (wyd. Enterprise)
- 1971: Shaft (wyd. Enterprise)
- 1973: Joy (wyd. Enterprise)
- 1973: Live At The Sahara Tahoe (wyd. Enterprise)
- 1974: Tough Guys (wyd. Enterprise)
- 1974: Truck Turner (wyd. Enterprise)
- 1975: Chocolate Chip (wyd. HBS, ABC Records)
- 1975: Use Me (wyd. Stax)
- 1975: Groove-A-Thon (wyd. HBS, ABC Records)
- 1976: Juicy Fruit (Disco Freak) (wyd. HBS, ABC Records)
- 1977: Isaac Hayes & Dionne Warwick – A Man And A Woman (wyd. ABC Records, HBS)
- 1977: New Horizon (wyd. Polydor)
- 1978: For the Sake of Love (wyd. Polydor)
- 1978: Hotbed (wyd. Stax)
- 1979: Don’t Let Go (wyd. Polydor)
- 1979: Millie Jackson & Isaac Hayes – Royal Rappin’s (wyd. Polydor, Spring Records)
- 1980: And Once Again (wyd. Polydor)
- 1980: Light My Fire (wyd. Stax)
- 1981: Lifetime Thing (wyd. Polydor)
- 1986: U-Turn (wyd. CBS)
- 1988: Love Attack (wyd. Columbia Records / CBS Records)
- 1994: Wonderful (wyd. Stax / Fantasy)
- 1995: Raw & Refined (wyd. Pointblank/Virgin/EMI)
- 1995: Branded (wyd. Point Blank)

## Filmografia

### Filmy fabularne
- 1981: Ucieczka z Nowego Jorku jako Duke
- 1989: Wszystkie psy idą do nieba jako Ike (głos)
- 1993: CB4 jako Owner
- 1993: Robin Hood: Faceci w rajtuzach jako Asneeze
- 1994: Dwa miliony dolarów napiwku jako Angel Dupree
- 1998: Blues Brothers 2000 jako The Louisiana Gator Boys
- 1999: Miasteczko South Park jako Szef (głos)
- 2000: Uwikłany jako Zook
- 2000: Shaft jako
- 2001: Dr Dolittle 2 jako opos (głos)
- 2005: Pod prąd jako Arnel
- 2008: Zabójczy cel jako świadek
- 2008: Return to Sleepaway Camp jako Charlie

### Seriale TV
- 1985: Drużyna A jako C.J. Mack
- 1987: Policjanci z Miami jako Holiday
- 1994: Opowieści z krypty jako Samuel
- 1995: Bajer z Bel-Air jako Minister
- 1996: Sliders jako Prime Oracle
- 1997-2006: Miasteczko South Park jako Szef (głos)
- 1999: Kolorowy dom jako mężczyzna
- 2002: Gliniarze bez odznak jako detektyw Marcus
- 2003: Przyjaciółki jako Eugene Childs
- 2004: Cywilizacja jaszczurów jako elegancki mężczyzna
- 2006: Różowe lata siedemdziesiąte w roli samego siebie
- 2006: Gwiezdne wrota jako Tolok

### Gry komputerowe
- 1998: South Park (gra komputerowa) jako Szef (głos)
- 2014: South Park: Kijek Prawdy jako Szef (głos)